# إيرل ويليامز (لاعب كرة سلة)
إيرل ويليامز (بالإنجليزية: Earl Williams) مواليد 24 مارس 1951 في بنسيلفانيا، هو لاعب كرة سلة أمريكي معتزل. بدأ مسيرته الاحترافية في سنة 1974. تم اختياره من قبل فريق فينيكس صنز خلال الدرافت. يبلغ طوله 6 قدم 8 بوصة (2.0 م). اعتزل اللعب في 1994.

## المسيرة الاحترافية
لعب مع فينيكس صنز في موسم 1974–1975، ثم لعب مع ديترويت بيستونز في موسم 1975–1976، ثم لعب مع بروكلين نتس في سنة 1976، ثم لعب مع بوسطن سيلتكس في موسم 1978–1979، ثم لعب مع مكابي تل أبيب لكرة السلة من سنة 1979 إلى 1983، ثم لعب مع فورتيتودو بولونيا في الدوري الإيطالي في موسم 1983–1984.

## روابط خارجية
- إيرل ويليامز على موقع إن بي أي (الإنجليزية)
- إيرل ويليامز على موقع سبورتس رفرنس (الإنجليزية)
- إيرل ويليامز على موقع ريلجم (الإنجليزية)